# Monferrier Dorval
Monferrier Dorval, né à Grande-Saline, commune du département de l’Artibonite, le 10 juin 1956, fut le bâtonnier de l'Ordre des avocats de Port-au-Prince et a été assassiné en sa résidence privée le 28 août 2020. Dans toute l'histoire de ce barreau qui a vu le jour en 1859, jamais un bâtonnier n'avait été assassiné.
Au lendemain de son assassinat, Marie Suzy Legros a été nommée bâtonnière a.i. par ses pairs. Plus tard, soit le 9 octobre 2020, les avocats du barreau, réunis en assemblée générale l'ont élue, à l'unanimité, au poste de bâtonnière. Ainsi, elle rentre dans l'histoire : « c’est la première fois dans l’histoire d’Haïti qu’une femme avocate a été élue à cette fonction ». Elle complétera le mandat de son successeur,.

## Biographie

### Parcours académique
Monferrier Dorval quitte sa ville natale en 1969 après avoir réussi ses études primaires. Il a, par la suite, fréquenté le Lycée Alexandre Pétion où il boucle ses études secondaires en 1976.
Dans la foulée, il est admis à la Faculté des Sciences Humaines de l'Université d’État d'Haïti où il suit un cursus en Travail Social jusqu’en 1980. L'année d'après, soit en 1981, il intègre comme étudiant la Faculté de Droit et des Sciences Économiques (FDSE) de l’Université d’État d’Haïti pour une formation de premier cycle en sciences juridiques.
Lauréat d'un concours organisé par l’ambassade de France en Haïti, Dorval fut récipiendaire d'une des deux bourses d’études de master disponibles dans le cadre d’un accord entre la FDSE et l'Université d'Aix-Marseille. Ainsi, il est parti étudier en France, à la Faculté de droit et de science politique d’Aix-Marseille où il a soutenu sa thèse de doctorat portant sur l’administration publique haïtienne le 8 juillet 1992 et revient en Haïti en 1993.
À partir de novembre 1993, il commence à enseigner le droit constitutionnel et le droit administratif à l’Université Quisqueya. En janvier 1994, il intègre le corps professoral de la Faculté de droit et des sciences économiques de l’UEH.

### Publications

#### Thèse de doctorat en droit
- Monferrier, Dorval. Problématique de la fonction publique en Haïti. Soutenue en 1992, à Aix-Marseille 3

#### Ouvrage
- Monferrier, Dorval. 2020. Droit constitutionnel de la nationalité : Approches diachronique et synchronique. Port-au-Prince : C3 éditions[4]

### Parcours dans l'avocature
De retour en Haïti, il prête serment comme avocat au Barreau de Port-au-Prince en 1993 et commence sa carrière d’avocat au cabinet Lamarre. Il ouvre son propre cabinet, le cabinet Dorval, le 3 janvier 2000. En 2015, il est élu au Conseil de l’Ordre des avocats de Port-au-Prince. Dans la foulée, il est nommé président de la commission scientifique du premier Barreau de la Caraïbe. En décembre 2017, il a assuré la présidence du Comité d’organisation du 32e congrès de la Conférence internationale des barreaux de tradition juridique commune en Haïti et du séminaire de l’Union internationale des avocats (UIA) tenu à Decameron en mai 2019. Le 6 février 2020, il remporte les élections au barreau de Port-au-Prince, avec 228 voix contre ses adversaires Patrick Laurent et Jacquenet Oxilus qui ont, respectivement obtenu 146 et 132 voix,,,.

## Son meurtre
Selon le rapport d'enquête de la Direction Centrale de Police Judiciaire (DCPJ), les « nommés Modelet Sénégeau alias Abidy, Mackender Fils-Aimé, Dunès Vilpique alias Jah, Markenson Charles alias Cobra, Gerson Laurent alias TiLuc ou Louko, Richelet Augustin, Johny Toussaint et consorts, se sont associés en malfaiteurs pour assassiner le citoyen Monferrier Dorval, bâtonnier de l’ordre des avocats de Port-au-Prince ».

## Hommage posthume
- Pour saluer la mémoire du bâtonnier Monferrier Dorval, le Président de la République, Jovenel Moïse a décrété trois jours de deuil national. Pour marquer ces jours de deuil national, il précise que « les drapeaux seront mis en berne. Les stations de radio et télévision diffuseront de la musique de circonstance »[9]
- Le « Prix d’excellence Monferrier Dorval » est créé par le Conseil Exécutif de l'Université d'État d'Haïti suivant une résolution adoptée le 15 septembre. "Le prix sera décerné, tous les ans, à l’étudiant qui parviendra à rédiger le meilleur mémoire de licence, le meilleur mémoire de maîtrise et la meilleure thèse en droit"[10].
- Le vendredi 18 septembre 2020, l'Université Quisqueya (UNIQ) a rendu hommage au bâtonnier Monferrier Dorval en présence de plusieurs professeurs y compris des anciens ministres et autres personnalités politiques[11],[12].
- le Conseil de l’Ordre des Avocats Barreau de Paris a adopté le mardi 1er septembre 2020 une motion en l'honneur de la mémoire de Me Monferrier Dorval et lui attribue le titre posthume de membre d’honneur et se réunit le vendredi 18 septembre pour lui rendre un dernier hommage[13]. En cette occasion, Olivier Cousi, le Bâtonnier de Paris a prononcé « Nous ne rendons pas seulement hommage à un ami parti trop tôt mais à un défenseur des droits et des libertés »[14]
- En date du 9 décembre 2020, à l’occasion de la journée internationale de lutte contre la corruption, il a été honoré à titre posthume par l'Unité de Lutte Contre la Corruption (ULCC) pour son engagement dans la lutte contre la corruption en Haïti[15]. En cette même occasion, le Haut Commissariat  des Nations Unies pour les Réfugiés a aussi honoré sa mémoire en le désignant comme « une lumière resplendissante dans le domaine des droits humains internationaux et le droit constitutionnel qui a perdu sa vie dans le combat pour les droits humains »[16]
- La Conférence internationale des barreaux de tradition juridique commune a renommé, en 2022, son concours d'art oratoire organisé depuis 2006 en Concours international d’art oratoire Monferrier Dorval[17].

## Sources et Références
1. 1 2 3  Winnie Hugot Gabriel Duvil, « Qui était Monferrier Dorval ? », sur Le Nouvelliste (consulté le 26 septembre 2020)
2. ↑  Winnie Hugot Gabriel Duvil, « Me Marie Suzy Legros, première femme élue bâtonnière en Haïti », sur Le Nouvelliste (consulté le 10 octobre 2020)
3. ↑  Hervé Noël, « Me Marie Suzy Legros élue à l’unanimité Bâtonnière du Barreau de Port-au-Prince », sur Rezo Nòdwès, 9 octobre 2020 (consulté le 10 octobre 2020)
4. ↑  « C3 éditions : une programmation dynamique en 2020 », sur sibellehaiti.com, 27 février 2020 (consulté le 9 octobre 2020)
5. ↑  « Monferrier Dorval nouveau bâtonnier de l’ordre des avocats », sur Haiti24, 7 février 2020 (consulté le 26 septembre 2020)
6. ↑  « 10 dates clés de la vie de Me Monferrier Dorval », sur www.loophaiti.com, 1er septembre 2020 (consulté le 26 septembre 2020)
7. ↑  Woovins St Phard, « Monferrier Dorval : le portrait de l’intellectuel engagé », sur lenational.org/ (consulté le 26 septembre 2020)
8. ↑  Germina Pierre Louis, « Assassinat de Me Monferrier Dorval : la DCPJ identifie exécutants et complices », sur Haiti24, 25 septembre 2020 (consulté le 26 septembre 2020)
9. ↑  Jean Daniel Sénat, « Jovenel Moïse décrète trois jours de deuil national en hommage au bâtonnier Monferrier Dorval assassiné », sur Le Nouvelliste (consulté le 9 octobre 2020)
10. ↑  Worlgenson Noël, « L’Université d'État d 'Haïti crée le « Prix d’excellence Monferrier Dorval » », sur Le Nouvelliste (consulté le 26 septembre 2020)
11. ↑  « L’Université Quisqueya rend hommage au bâtonnier Monferrier Dorval », sur Le Nouvelliste (consulté le 27 septembre 2020)
12. ↑  « Hommage au Professeur Monferrier Dorval | UniQ Haïti », sur uniq.edu.ht (consulté le 27 septembre 2020)
13. ↑  Rezo Nodwes, « Le Barreau de Paris rendra un dernier hommage vendredi à Me Monferrier Dorval après lui avoir attribué le titre posthume de membre d’honneur », sur Rezo Nòdwès, 17 septembre 2020 (consulté le 27 septembre 2020)
14. ↑  VBI, « Assassinat du Bâtonnier de Port-au-Prince : Le Barreau de Paris rend hommage à Me Monferrier Dorval », sur Vant Bèf Info, 18 septembre 2020 (consulté le 27 septembre 2020)
15. ↑  John Fritz Moreau, « ULCC: 6 personnalités honorées dont Me Boniface Alexandre et Me Monferrier Dorval à titre posthume », sur Juno7 Haiti, 9 décembre 2020 (consulté le 11 décembre 2020)
16. ↑  Jean Daniel Sénat, « L’Agence des Nations unies pour les réfugiés rend hommage au feu bâtonnier Me Monferrier Dorval », sur Le Nouvelliste, 10 décembre 2020 (consulté le 15 décembre 2020)
17. ↑  CIB avocats, « Concours Monferrier Dorval – édition 2024 », sur CIB, 7 mars 2024 (consulté le 21 décembre 2024)